# Berkler
Berkler – polski herb szlachecki z nobilitacji.

## Opis herbu
W polu błękitnym kozioł srebrny, stojący na takiejż belce zakończonej górnymi połówkami takichż lilii. Nad tarczą znajduje się korona szlachecka.

## Historia herbu
Nadany 29 maja 1775 roku Janowi Berklerowi.

## Herbowni
Berkler.